# Oslo, 31. august
Oslo, 31. august és un llargmetratge noruec que es va estrenar comercialment el 31 de desembre de 2011. La pel·lícula està dirigida per Joachim Trier. El protagonista és Anders Danielsen, el qual després d'un període de rehabilitació a causa de l'addicció a l'heroïna es troba al llindar del penya-segat i ha de prendre decisions cabdals en la seva vida.

## Repartiment
- Anders Danielsen Lie: Anders
- Hans Olav Brenner: Thomas
- Ingrid Olava: Rebekka
- Tone Mostraum: Tove

## Recepció
La pel·lícula rebé crítiques favorables, destacant la intensitat de l'argument basat en el fet d'estar atrapat en les pròpies expectatives a causa d'una personalitat exigent. És colpidora i rabiosa, però mai sentimental, i ha estat considerada també «una declaració d'amor a la ciutat d'Oslo».
Diversos realitzadors van protestar pel fet que Oslo, 31. august no fos nominada als Premis Amanda 2012 com a «Millor film noruec». El crític de cinema Birger Vestmo va afirmar que era «gairebé un escàndol», mentre que el crític d'Aftenposten, Kjetil Lismoen, va considerar-ho «una escandalosa omissió».
La pel·lícula va rebre gran atenció internacional. L'estrena mundial fou al programa Un Certain Regard del 64è Festival Internacional de Cinema de Canes, i va guanyar el Cavall de Bronze com a millor pel·lícula al Festival Internacional de Cinema d'Estocolm 2011. Va ser, a més, seleccionada per al Festival de Cinema de Sundance de 2012. El 2013 va ser nominada per als Premis César com a millor pel·lícula estrangera.
La pel·lícula va tenir un total de 65.925 espectadors a Noruega. A tot el món van ser 300.000, dels quals gairebé 200.000 a l'Estat francès, on el film és considerat un clàssic.